# 거산역
거산역(居山驛)은 조선민주주의인민공화국 함경남도 북청군 평리에 위치한 평라선의 역이다. 여객과 화물을 모두 취급한다.

## 연혁
- 1927년 12월 1일: 함경선 신북청 - 반송(盤松) 간 개통과 함께 영업 개시[2]
- 1928년 8월 31일: 반송역 폐지로 함경선의 종착역이 됨[3]
- 일자 불명: 평라선으로 편입